# قوس تراجان (تيمقاد)
قوس تراجان هو قوس نصر روماني شُيِّد في مدينة تيمقاد (ثاموقادي القديمة)، بالقرب من مدينة باتنة الجزائرية لتخليد انتصارات الإمبراطور الروماني تراجان. يعود تاريخ بناءه إلى أواخر القرن الثاني وأوائل القرن الثالث.